# Романа Табак
Романа Табак (словац. Romana Tabak; нар. 7 травня 1991) — колишня словацька тенісистка.
Найвищу одиночну позицію світового рейтингу — 240 місце досягла 27 лютого 2012, парну — 313 місце — 17 серпня 2009 року.
Здобула 6 одиночних та 5 парних титулів туру ITF.

## Career Фінали

### Одиночний розряд (6–3)
| турніри $100,000 |
| турніри $75,000  |
| турніри $50,000  |
| турніри $25,000  |
| турніри $10,000  |

| Результат | Ранг | Дата              | Турнір                  | Покриття | Суперниця             | Рахунок у фіналі        |
| Поразка   | 1.   | 11 травня 2008    | Михайлівці (Словаччина) | Ґрунт    | Клаудія Бочова        | 2–6, 3–6                |
| Перемога  | 1.   | 17 серпня 2008    | Ілава                   | Ґрунт    | Александра Росольська | 6–3, 4–6, 6–1           |
| Перемога  | 2.   | 2 травня 2010     | Борнмут                 | Ґрунт    | Ліза Вайбурн          | 6–1, 6–7(7–9), 7–6(9–7) |
| Поразка   | 2.   | 1 травня 2011     | Борнмут                 | Ґрунт    | Скарлетт Вернер       | 3–6, 5–7                |
| Перемога  | 3.   | 14 травня 2011    | Бостад                  | Ґрунт    | Ольга Брозда          | 7–5, 6–7(2–7), 6–2      |
| Перемога  | 4.   | 5 листопада 2011  | Асунсьйон               | Ґрунт    | Марія Ірігоєн         | 5–7, 7–6(9–7), 7–5      |
| Перемога  | 5.   | 12 листопада 2011 | Асунсьйон               | Ґрунт    | Тіна Шієхтль          | 6–7(4–7), 6–4, 6–4      |
| Перемога  | 6.   | 19 листопада 2011 | Асунсьйон               | Ґрунт    | Флоренсія Молінеро    | 6–1, 6–0                |
| Поразка   | 3.   | 10 грудня 2011    | Буенос-Айрес            | Ґрунт    | Джулія Коен           | 5–7, 2–6                |

### Парний розряд (5–4)
| турніри $100,000 |
| турніри $75,000  |
| турніри $50,000  |
| турніри $25,000  |
| турніри $10,000  |

| Результат | Ранг | Дата           | Турнір                  | Покриття | Партнерка         | Суперниці                              | Рахунок          |
| Перемога  | 1.   | 14 жовтня 2007 | Ешпіню                  | Ґрунт    | Сильвія Заґурська | Людмила Нікоян Інна Соколова           | 3–6, 6–1, [10–4] |
| Поразка   | 1.   | 11 травня 2008 | Михайлівці (Словаччина) | Ґрунт    | Нікола Вайдова    | Lenka Jurikova Катажина Пітер          | 1–6, 1–6         |
| Перемога  | 2.   | 18 травня 2008 | Бухарест                | Ґрунт    | Клаудія Бочова    | Йоана Іван Вівіан Сегніні              | 6–2, 6–0         |
| Перемога  | 3.   | 16 серпня 2008 | Ілава                   | Ґрунт    | Іма Богуш         | Ліза Маршалл Анна Мовсісян             | 6–3, 6–2         |
| Поразка   | 2.   | 6 червня 2009  | Брно                    | Ґрунт    | Карін Морґосова   | Софі Фергюсон Труді Мусгрейв           | 4–6, 1–6         |
| Перемога  | 4.   | 6 березня 2010 | Анталія                 | Ґрунт    | Міхаела Похабова  | Дьяна Марку Сімона Матей               | 6–1, 6–1         |
| Поразка   | 3.   | 18 квітня 2010 | Бол                     | Ґрунт    | Шанталь Шкамлова  | Александра Каданцу Александра Дамаскін | 2–6, 6–1, [5–10] |
| Поразка   | 4.   | 25 червня 2011 | Ленцергайде             | Ґрунт    | Нікола Гофманова  | Ані Міячика Амра Садікович             | 6–4, 2–6, [4–10] |
| Перемога  | 5.   | 18 травня 2012 | Казерта                 | Ґрунт    | Катажина Пітер    | Александра Крунич Вікторія Голубич     | 6–2, 6–4         |